# Ростоки (Ивано-Франковская область)
Росто́ки (укр. Розтоки) — село в Кутской поселковой общине Косовского района Ивано-Франковской области Украины.
Население по переписи 2001 года составляло 2020 человек. Занимает площадь 21,34 км². Почтовый индекс — 78656. Телефонный код — 03478.